# 马萨卢布伦塞
马萨卢布伦塞（義大利語：Massa Lubrense），是意大利那不勒斯省的一个市镇。总面积19平方公里，人口13889人，人口密度731.0人/平方公里（2009年）。ISTAT代码为063044。